# اینداستریال متال
اینداستریال متال (به انگلیسی: Industrial Metal) سبکی از موسیقی است که از اینداستریال دنس میوزیک، ترش متال و هاردکور پانک بدست آمده است. در این سبک از تکرار ریف‌های گیتار متال، سمپلینگ، سینث‌سایزرینگ یا خطوط سیکوئینسر و صدای دیستروت شدهٔ خواننده استفاده می‌کنند.

## فهرست گروه‌های اینداستریال متال
| گروه                       | اهل کشور            | تاریخ تشکیل |
| -------------------------- | ------------------- | ----------- |
| مریلین منسون (گروه موسیقی) | ایالات متحده آمریکا | ۱۹۸۹        |
| رامشتاین                   | آلمان               | ۱۹۹۴        |
| راب زامبی                  | ایالات متحده آمریکا | ۱۹۸۵        |
| وایت زامبی                 | ایالات متحده آمریکا | ۱۹۸۵        |
| سلدولر                     | ایالات متحده آمریکا | ۱۹۹۹        |
| بلک لایت برنز              | ایالات متحده آمریکا | ۲۰۰۵        |
| ناین اینچ نیلز             | ایالات متحده آمریکا | ۱۹۸۸        |
| استاتیک ایکس               | ایالات متحده آمریکا | ۱۹۹۴        |
| ماشروم‌هد                   | ایالات متحده آمریکا | ۱۹۹۳        |
| فیر فکتوری                 | ایالات متحده آمریکا | ۱۹۸۹        |
| دوپ                        | ایالات متحده آمریکا | ۱۹۹۷        |
| مینستری                    | ایالات متحده آمریکا | ۱۹۸۱        |
| موشنلس این وایت            | ایالات متحده آمریکا | ۲۰۰۵        |